# Neurobasis anderssoni
Neurobasis anderssoni là loài chuồn chuồn trong họ Calopterygidae. Loài này được Sjöstedt mô tả khoa học đầu tiên năm 1926.